# Ancolie
Aquilegia
Genre
Les Ancolies, plantes à fleurs du genre Aquilegia et de la famille des renonculacées. Ce sont des  vivaces. Les fleurs, au sommet d'un faisceau de longues tiges, sont élégantes, originales dans leur forme et offrent une large palette de coloris comprenant le blanc, le bleu clair, le jaune pâle, le rose, le brun, le lie-de-vin et le bleu.
L'ancolie est aussi appelée gant de bergère, gant de Notre-Dame, cornette, aiglantine, colombine ou encore tourette.

## Description
- Forme : tige de 20 à 100 cm de haut selon l'espèce.
- Feuilles : de couleur vert parfois teinté de bleu turquoise.
- Fleurs : de façon générale, ce sont de grandes fleurs à pétales tronqués et à gros éperons, et à étamines un peu plus courtes que les pétales.
- Floraison : de mai à août.

## Espèces et variétés
On en compte une soixantaine d'espèces dans l'hémisphère nord, certaines horticoles (par exemple l'ancolie des jardins, l'ancolie hybride de Coerula ou l'ancolie à fleur dorée) ou botaniques (telles que l'ancolie des Alpes (Aquilegia alpina) grandes fleurs d'un bleu intense, l'ancolie commune (Aquilegia vulgaris) aux fleurs bleu violacé, l'ancolie noirâtre (Aquilegia atrata) aux fleurs bordeaux, l'ancolie du Canada (Aquilegia canadensis) fleurs rouges et jaunes ou l'ancolie des Pyrénées (Aquilegia pyrenaica)).

Ancolie commune
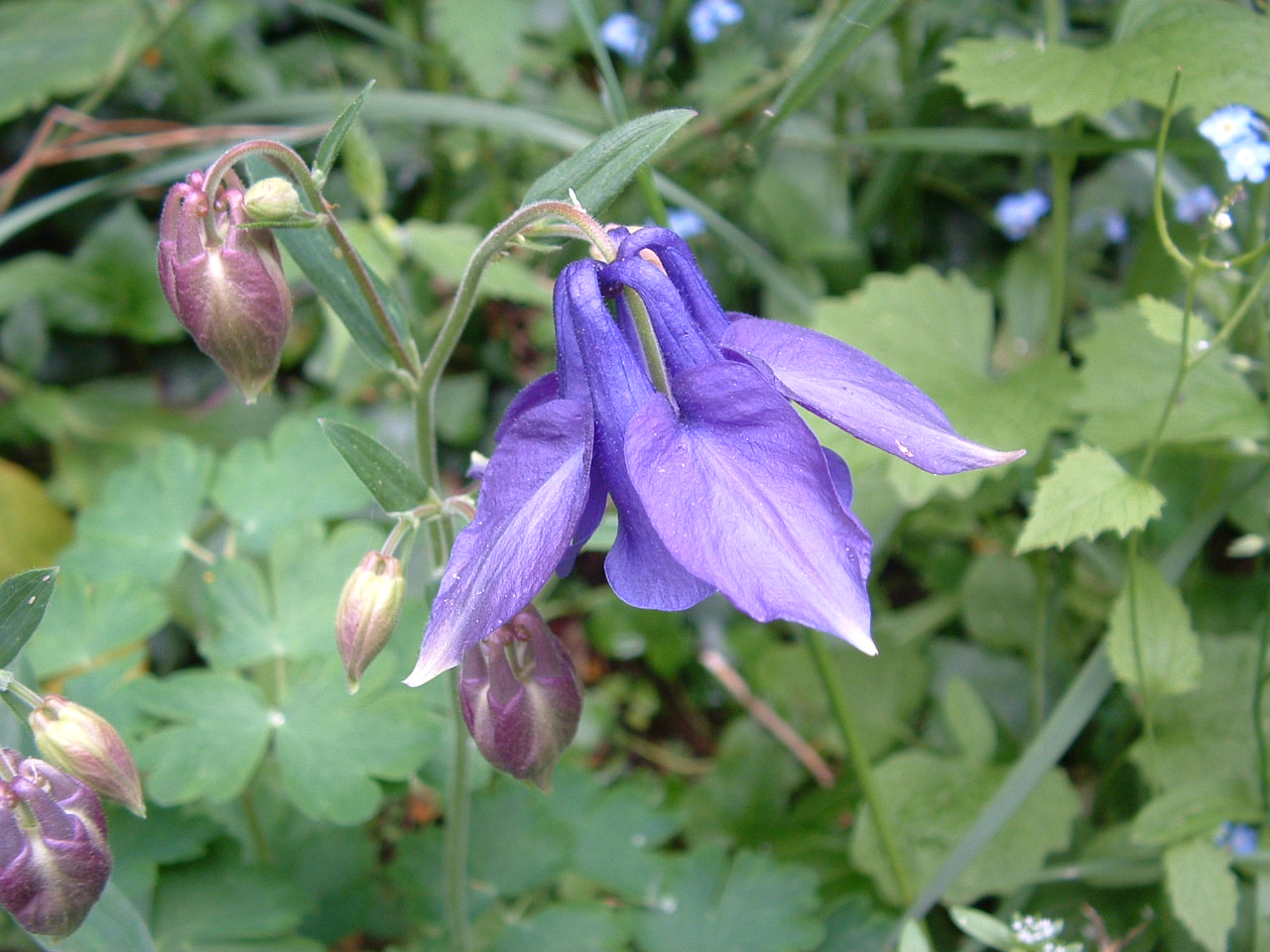
Fleur d'Ancolie commune.
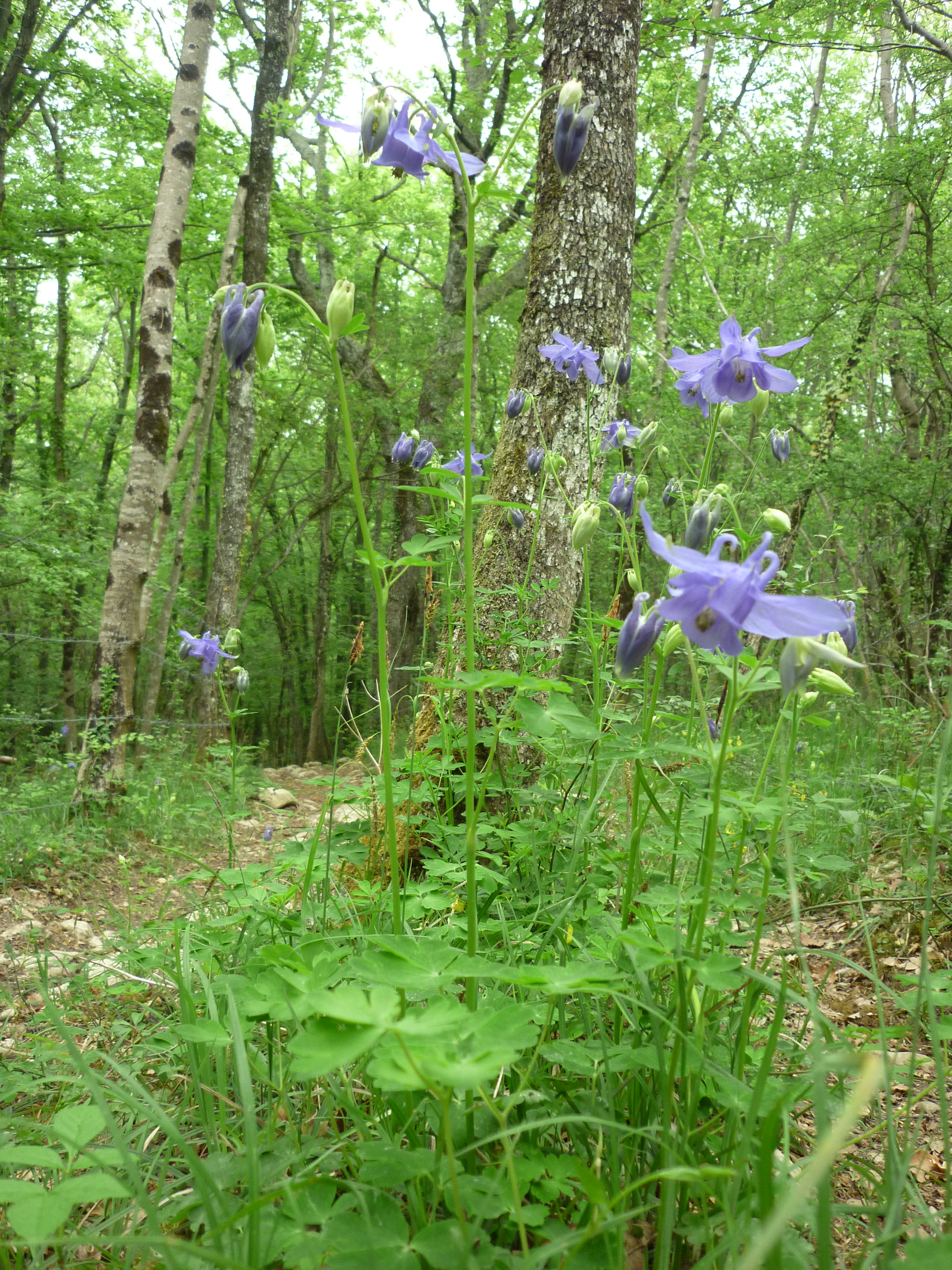
En forêt.
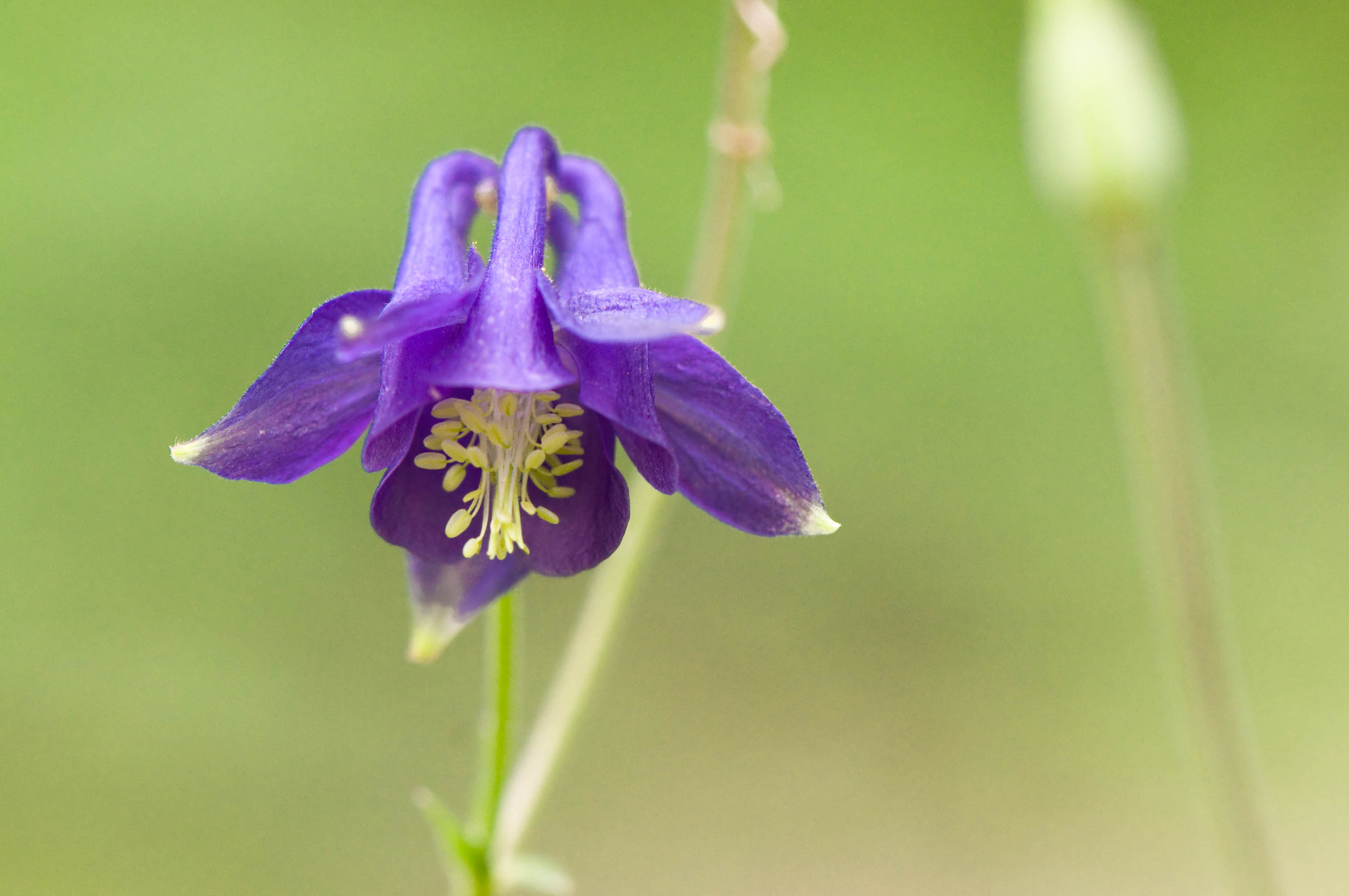

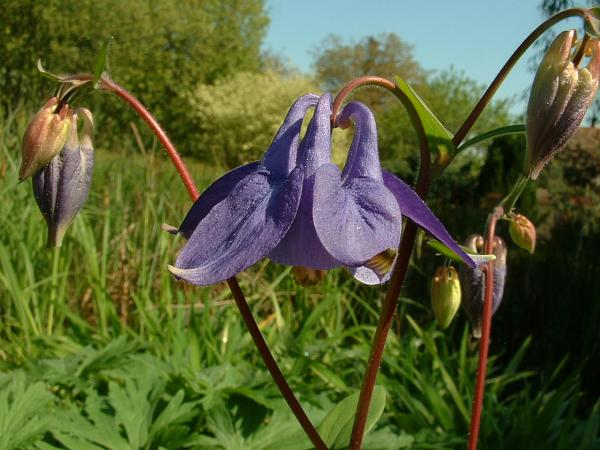
Fleur d'Ancolie des jardins.
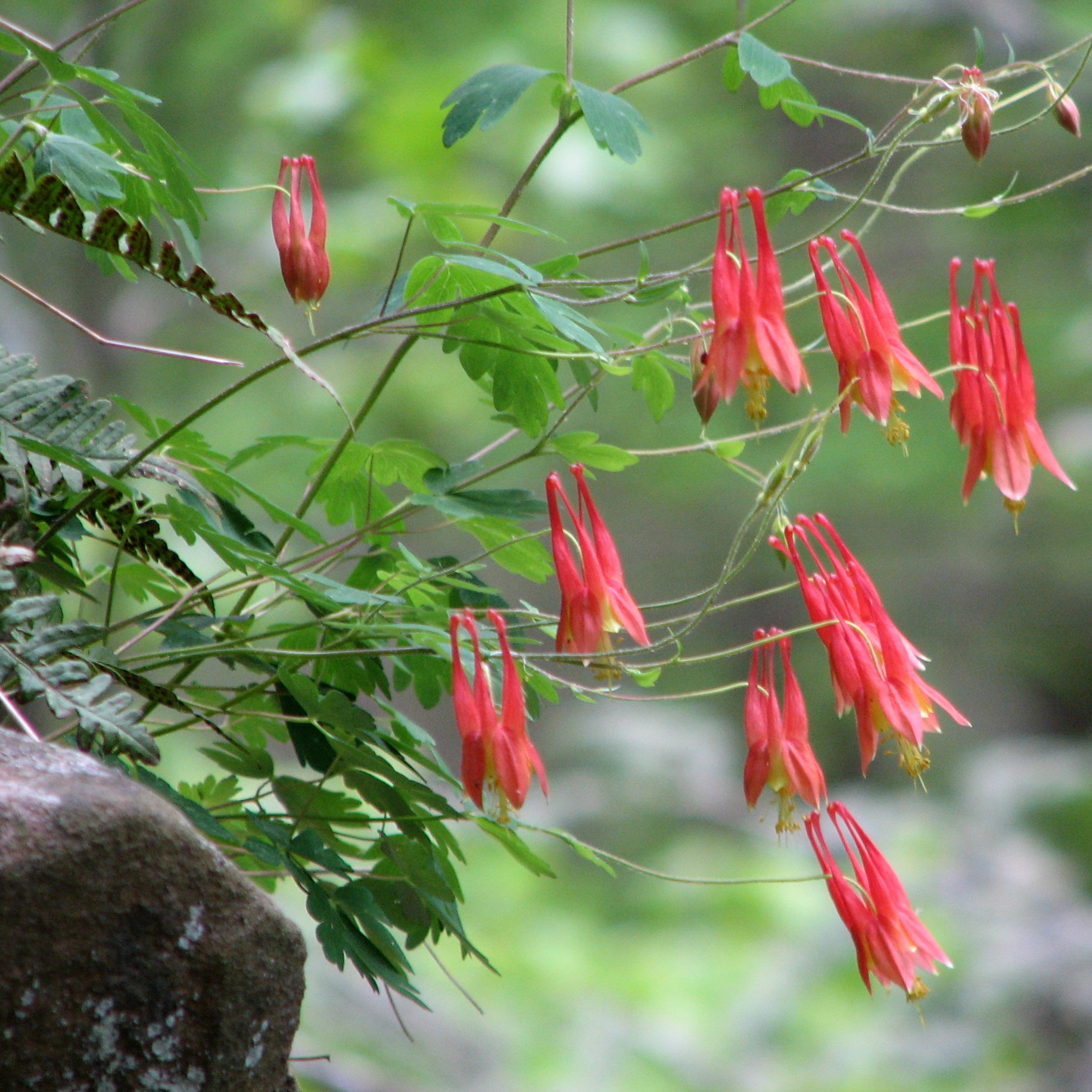
Fleurs d'Ancolie du Canada.
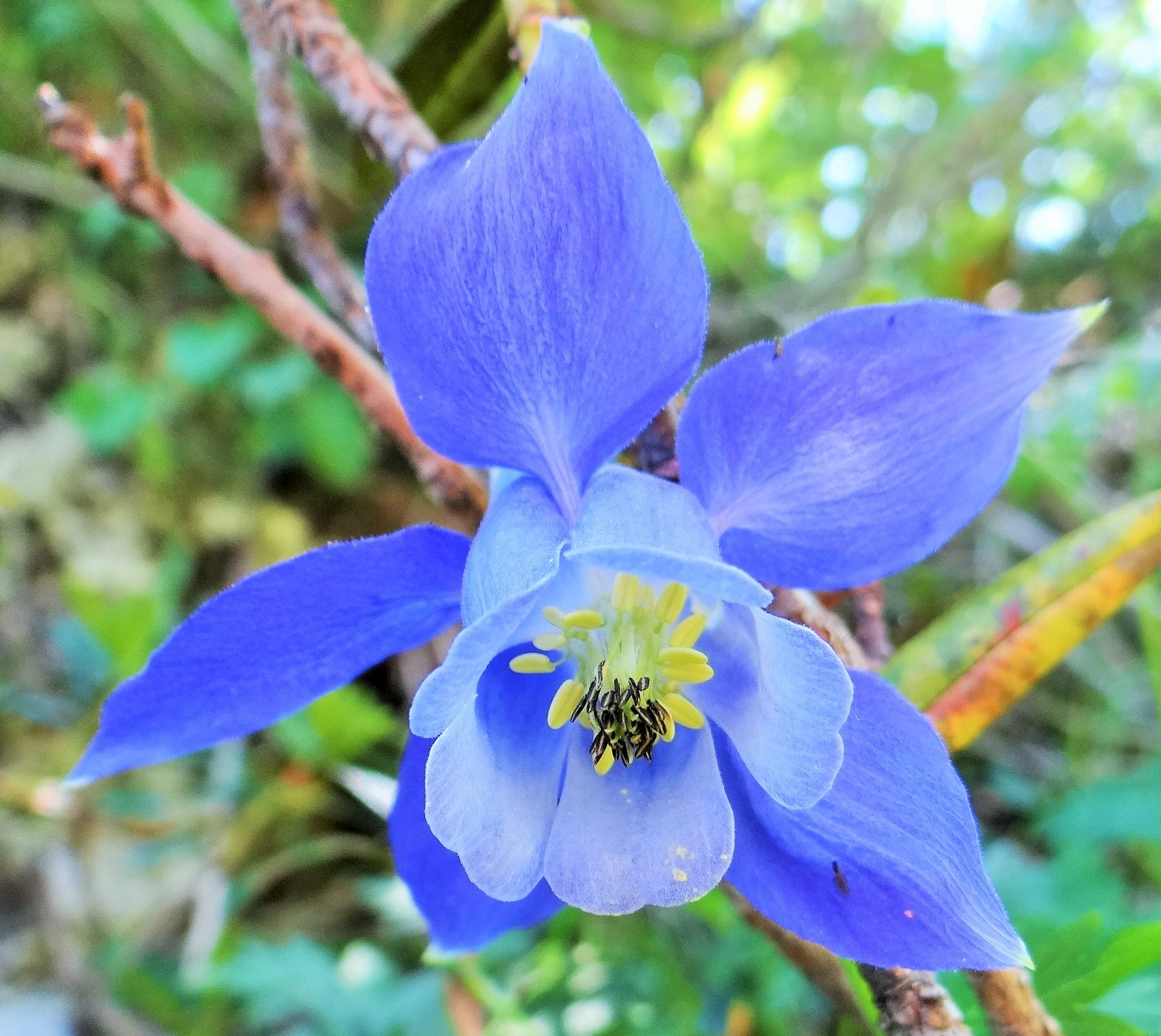
Fleur d'Ancolie des Alpes.
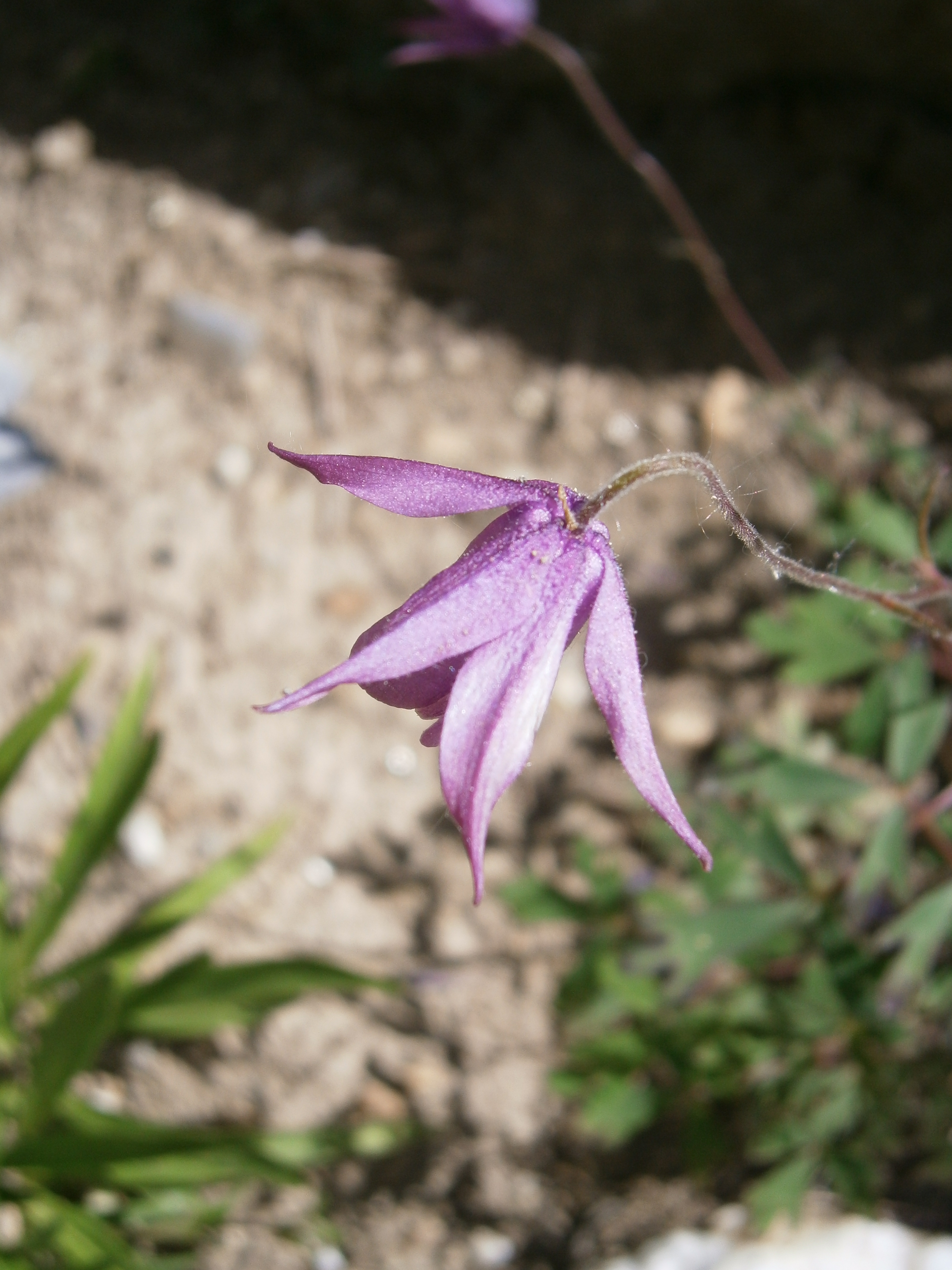
Fleur d'Aquilegia ecalcarata.
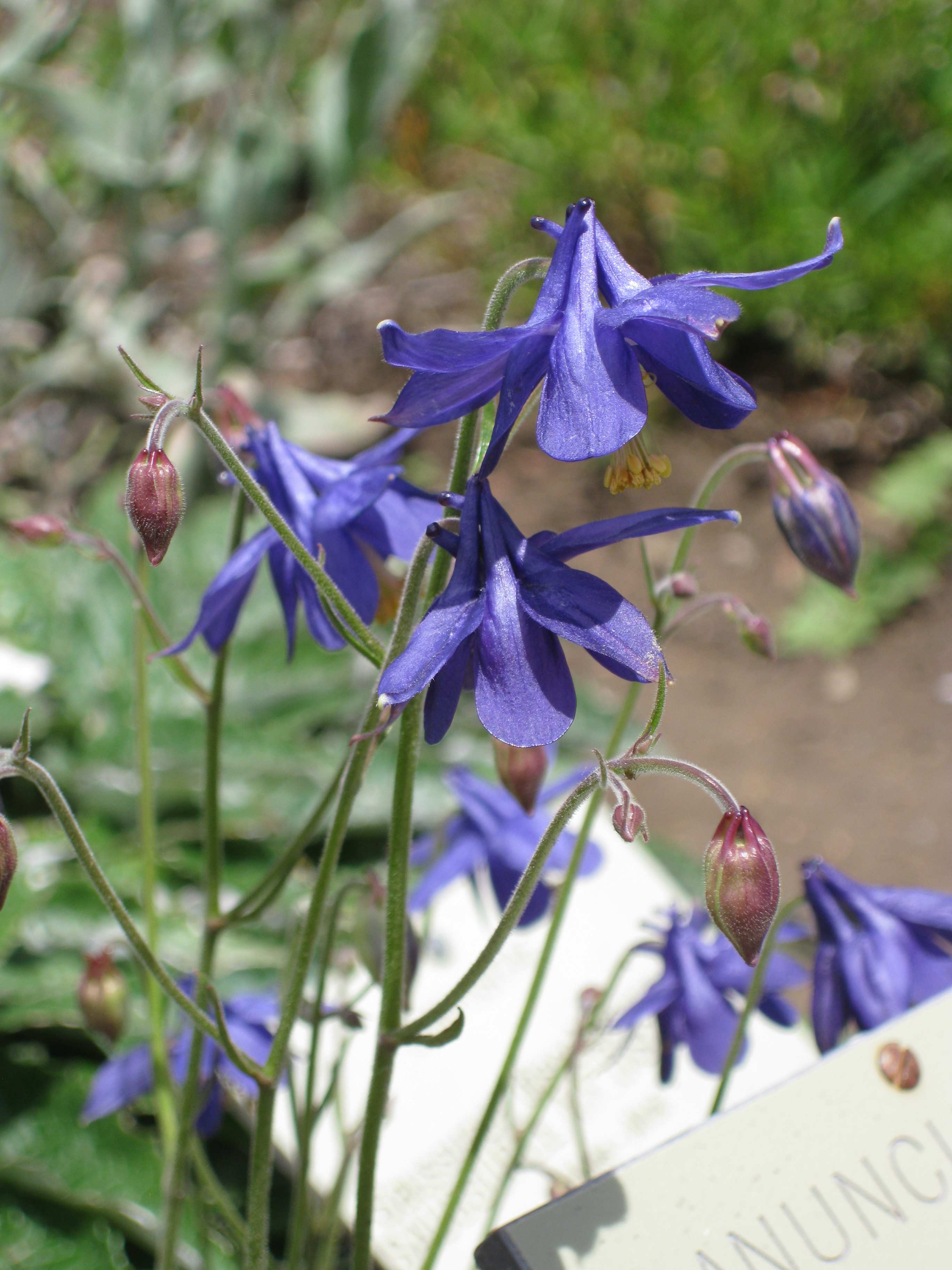
Fleurs d'Aquilegia einseleana.
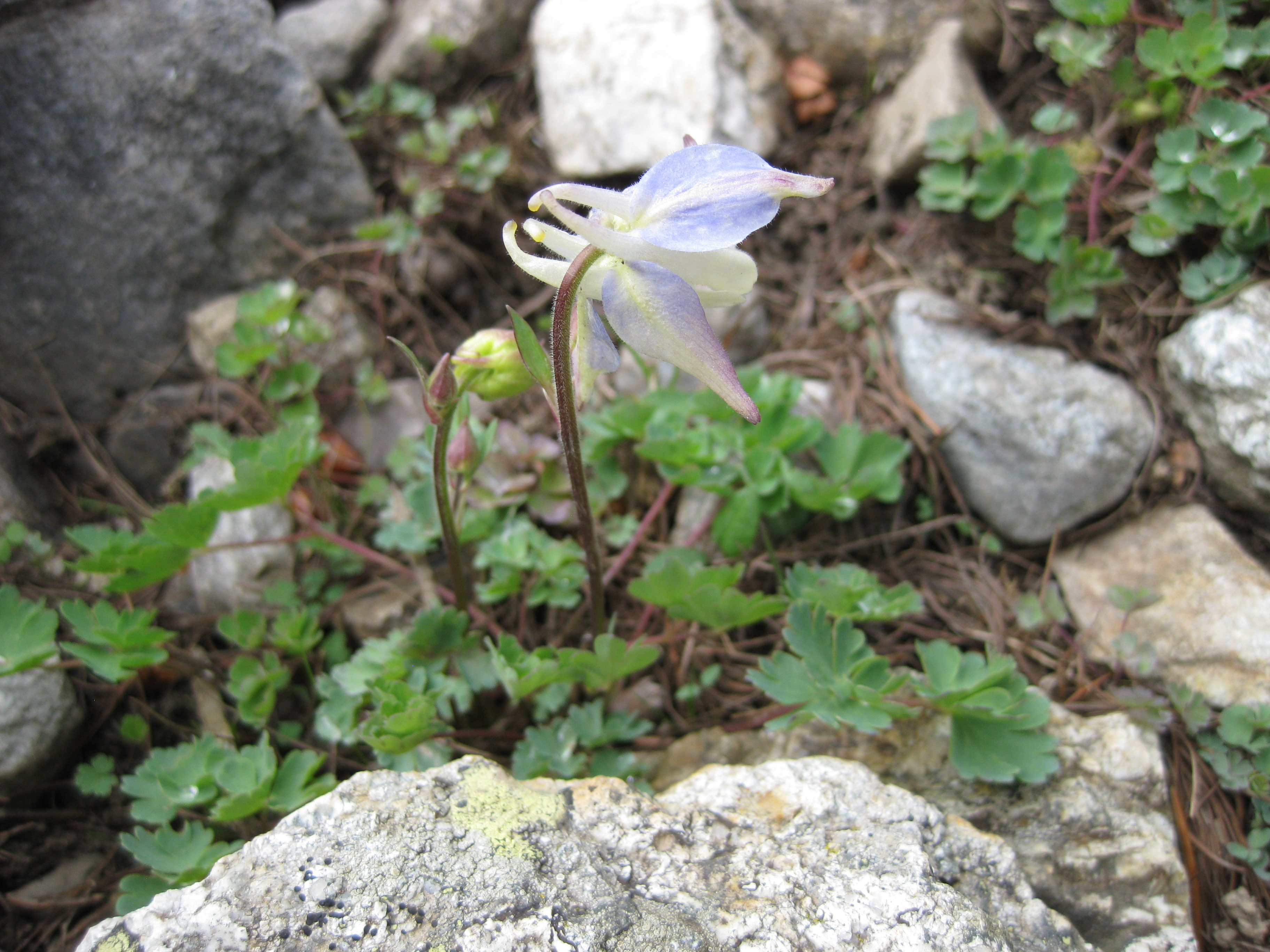
Fleur d'Aquilegia saximontana.
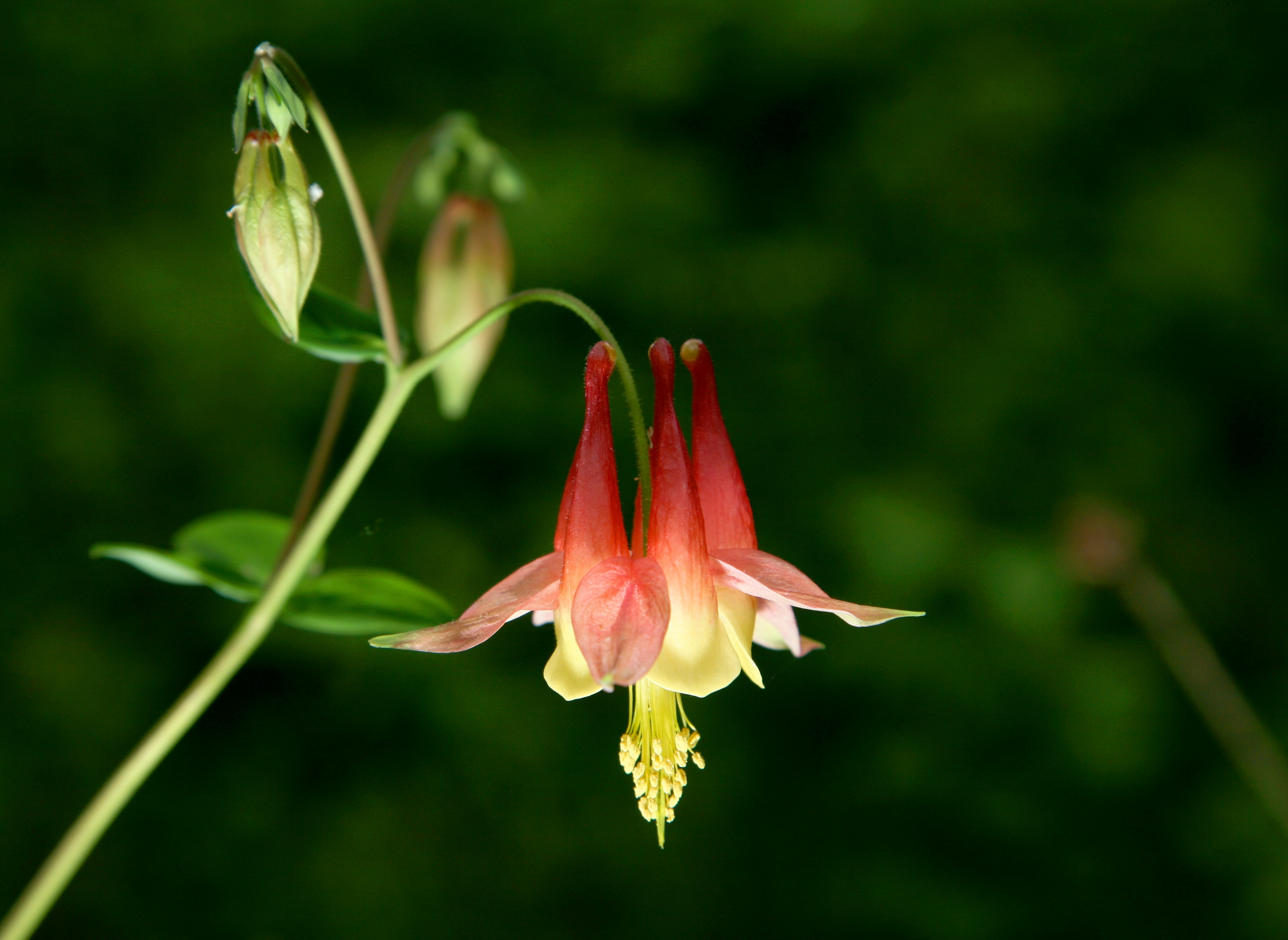
Fleur d'Aquilegia formosa.
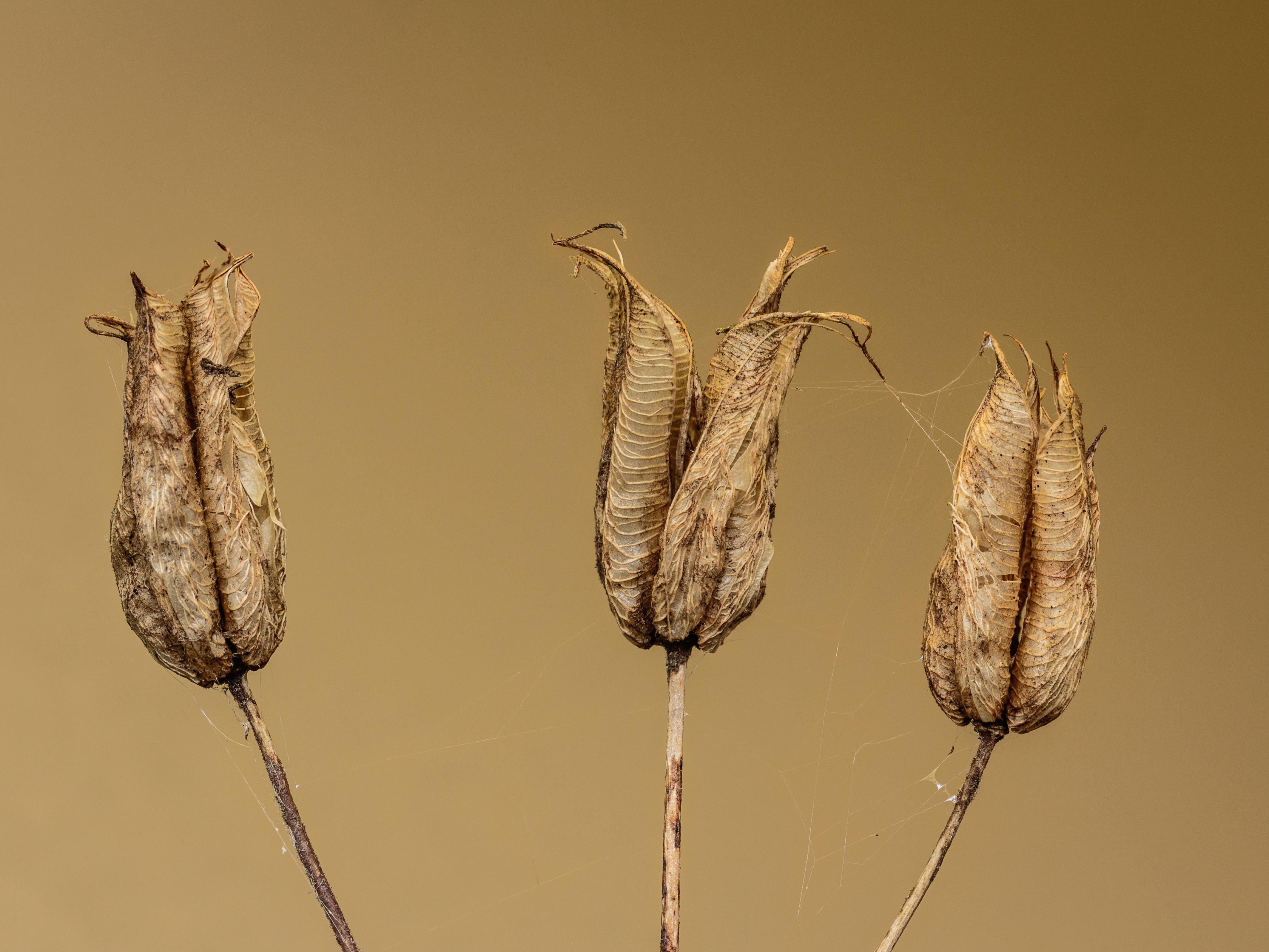
Fruits ouverts d'ancolie. Leur longueur est d'environ 1 cm.

### Liste des espèces
Voici une liste non exhaustive d'espèces, selon Catalogue of Life (1 mai 2013) et ITIS (1 mai 2013) :
- Aquilegia alpina L.
- Aquilegia atrovinosa
- Aquilegia barnebyi Munz
- Aquilegia bertolonii Schott
- Aquilegia brevicalcarata
- Aquilegia brevistyla Hook.
- Aquilegia canadensis L.
- Aquilegia chaplinei Standl. ex Payson
- Aquilegia chrysantha A. Gray
- Aquilegia coerulea E. James
- Aquilegia desolaticola S.L. Welsh & N.D. Atwood
- Aquilegia desertorum (M.E. Jones) Cockerell ex A. Heller
- Aquilegia ecalcarata
- Aquilegia elegantula Greene
- Aquilegia eximia Van Houtte ex Planch.
- Aquilegia flabellata Siebold & Zucc.
- Aquilegia flavescens S. Watson
- Aquilegia formosa Fisch. ex DC.
- Aquilegia glandulosa
- Aquilegia grahamii S.L. Welsh & Goodrich
- Aquilegia hinckleyana Munz
- Aquilegia incurvata
- Aquilegia japonica
- Aquilegia jonesii Parry
- Aquilegia laciflora
- Aquilegia lactiflora
- Aquilegia laramiensis A. Nelson
- Aquilegia longissima A. Gray ex S. Watson
- Aquilegia loriae S.L. Welsh & N.D. Atwood
- Aquilegia micrantha Eastw.
- Aquilegia moorcroftiana
- Aquilegia oxysepala
- Aquilegia parviflora
- Aquilegia pubescens Coville
- Aquilegia pyrenaica
- Aquilegia rockii
- Aquilegia saximontana Rydb.
- Aquilegia scopulorum Tidestr.
- Aquilegia shockleyi Eastw.
- Aquilegia sibirica
- Aquilegia transsilvanica Schur
- Aquilegia viridiflora
- Aquilegia vulgaris L.
- Aquilegia yabeana

## Calendrier républicain
- Dans le calendrier républicain, l'Ancolie était le nom attribué au 6e jour du mois de floréal[4], généralement chaque 25 avril du calendrier grégorien.

## Langage des fleurs
Dans le langage des fleurs, l'ancolie symbolise la folie.